# Пайлот-Пойнт (Аляска)
Пайлот-Пойнт (англ. Pilot Point, алют. Agisaq) — город в боро Лейк-энд-Пенинсула, штат Аляска, США.

## География

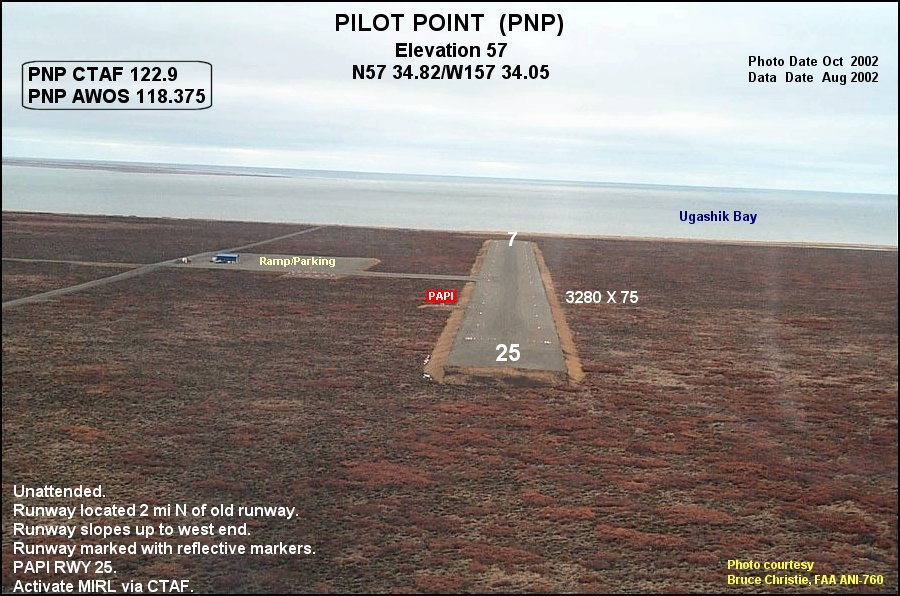
Пайлот-Пойнт (аэропорт)

Пайлот-Пойнт расположен в месте впадения реки Угашик в одноимённый залив (часть Бристольского залива), полностью занимает побережье залива Агшик и тянется на несколько километров южнее вдоль Бристольского залива. Площадь города составляет 363,9 км², из которых 298,2 км² занимают открытые водные пространства. В среднем в год выпадает 482,6 мм дождя и 96,52 см снега. Город обслуживает одноимённый аэропорт.

## История
В 1889 году на месте будущего поселения был открыт завод по засолке рыбы. Вокруг него начал расти населённый пункт, получивший название Пайлот-Стейшн в связи с тем, что здесь базировались лоцманы, проводившие суда вверх по реке к большому консервному заводу в Угашике. К 1918 году в Пайлот-Стейшне уже работал свой крупный консервный завод, где работали в основном иммигранты: итальянцы, китайцы, выходцы из Северной Европы. В том же году регион сильно пострадал от эпидемии гриппа. В начале 1920-х годов в селении пробовали разводить оленей, но эксперимент не удался. В конце 1920-х годов в деревне появились две церкви: русская православная и адвентистов седьмого дня. В 1933 году открылось первое почтовое отделение, и название посёлка было изменено на нынешнее — Пайлот-Пойнт. Ухудшение экологической ситуации и истощение рыбных запасов привело к закрытию консервного завода в 1958 году. В 1992 году поселение было инкорпорировано и получило статус города (city).

## Демография
По переписи 2000 года в Пайлот-Пойнте проживало 100 человек (44 мужчины и 56 женщин; 29 домохозяйств, 22 семьи). Расовый состав: коренные американцы — 86 %, белые — 14 %. 43 % жителей были младше 18 лет, 2 % — в возрасте от 18 до 24 лет, 32 % — от 25 до 44 лет, 19 % — от 45 до 64 лет и 4 % жителей были старше 64 лет. Средний возраст жителя — 29 лет. На 100 женщин приходилось 78,6 мужчин, при этом на 100 совершеннолетних женщин приходилось 128 совершеннолетних мужчин.

Средний доход на семью составил 36 250 долларов в год, доход на душу населения — 12 627 долларов в год, 18,2 % семей и 20,8 % населения жили за чертой бедности, из них 18,9 % были несовершеннолетними.
По переписи 2010 года в Пайлот-Пойнте проживало 68 человек (35 мужчин и 33 женщины). Расовый состав: коренные американцы — 66,18 %, белые — 16,18 %, смешанные расы — 17,65 %.
По оценке 2012 года в Пайлот-Пойнте проживало 69 человек (35 мужчин и 34 женщины), средний возраст жителя — 40 лет. Происхождение предков: норвежцы — 6,7 %.
По состоянию на 2014 год сайт commerce.state.ak.us сообщает о 70 жителях.

По оценкам 2016 года в Пайлот-Пойнте проживали 65 человек.